# The Mall (Londres)

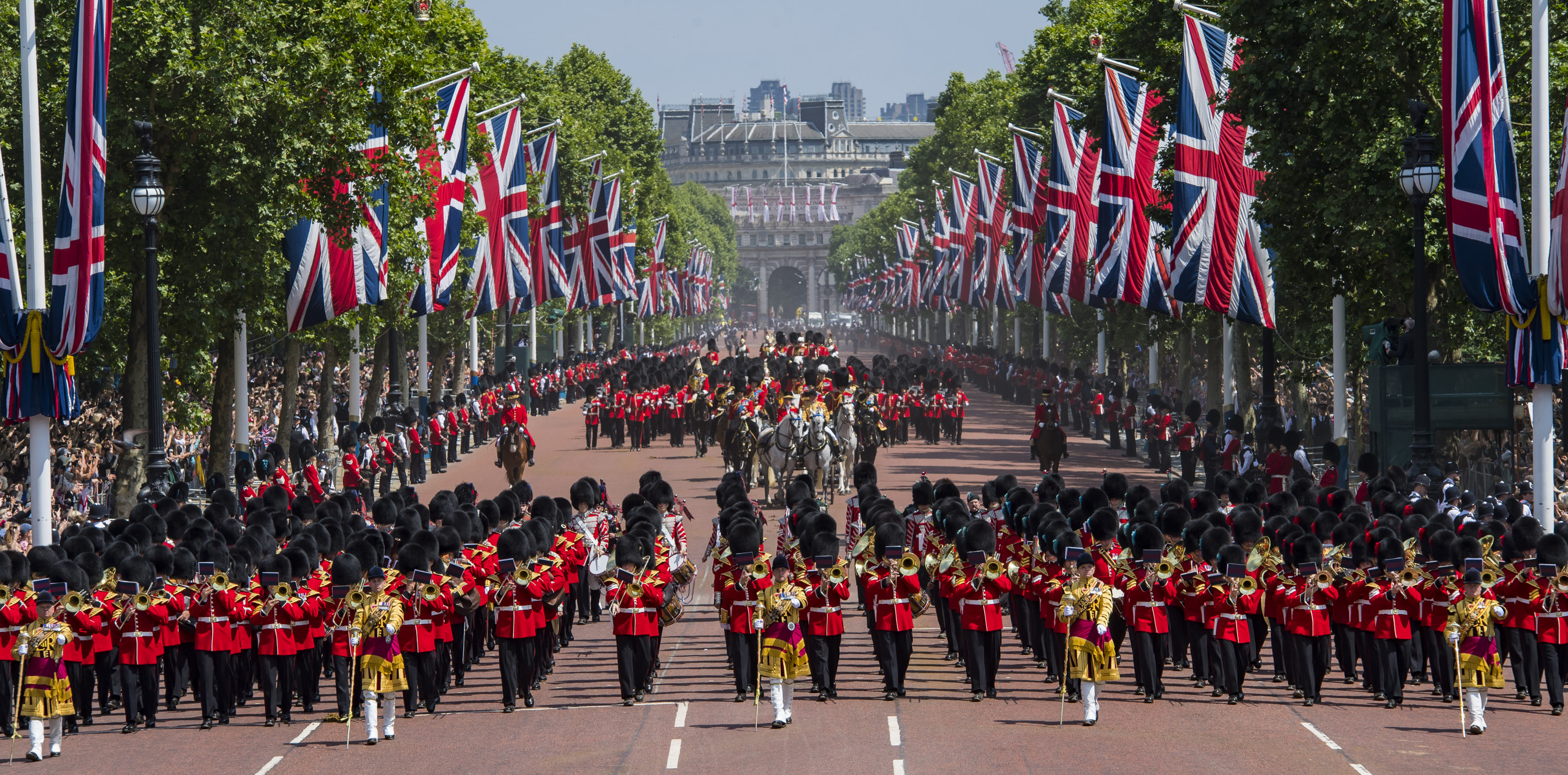
El regreso de la reina y la familia real de la ceremonia Trooping the Colour en 2018, con el Arco del Almirantazgo al fondo.

The Mall es una calle situada en la Ciudad de Westminster, Londres, entre el Palacio de Buckingham al oeste y Trafalgar Square, pasado el Arco del Almirantazgo, al este. Cerca de su extremo este en Trafalgar Square/Whitehall se desvían Horse Guards Road y Spring Gardens, donde tenían su sede la Metropolitan Board of Works y el London County Council. Está cerrada al tráfico los sábados, domingos, días festivos y en ocasiones ceremoniales.

## Historia

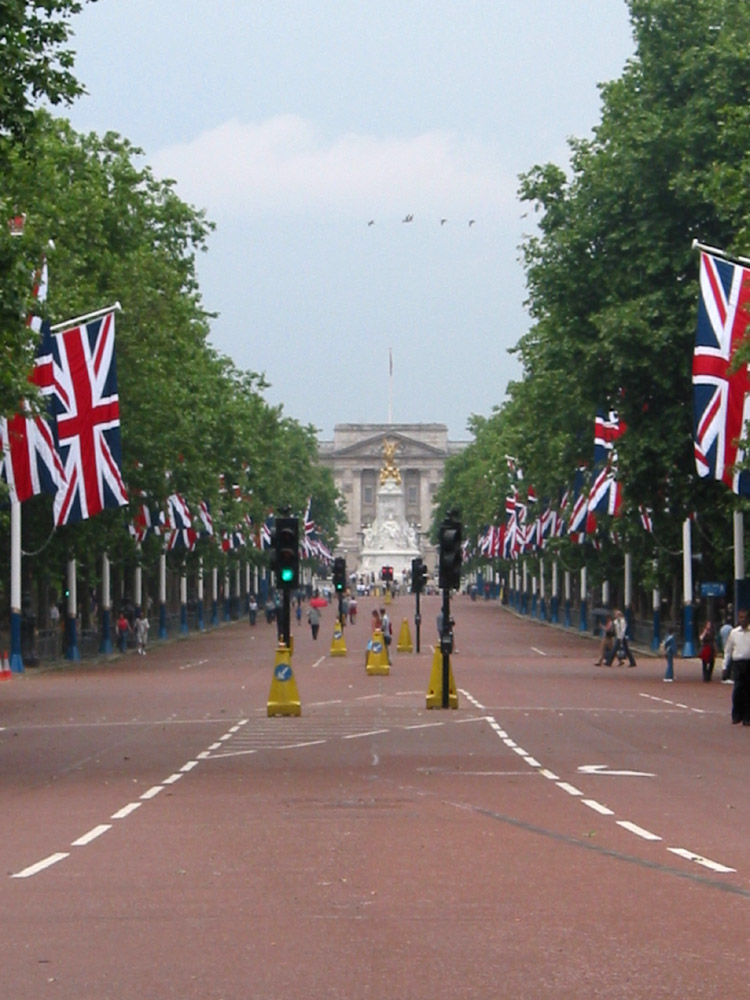
The Mall, mirando hacia el Palacio de Buckingham.

The Mall empezó como un campo para jugar al mallo (en inglés: pall-mall). En los siglos xvii y xviii era un elegante paseo bordeado por árboles. The Mall fue diseñado como una ruta ceremonial a principios del siglo xx, en correspondencia con la creación de rutas similares en otras ciudades como Berlín, Ciudad de México, Oslo, París, San Petersburgo, Viena o Washington D. C. Estas calles estaban destinadas a ser utilizadas en importantes ceremonias nacionales. Como parte del proyecto —diseñado por Aston Webb— también se construyó una nueva fachada para el Palacio de Buckingham y se erigió el Victoria Memorial.
El Victoria Memorial está inmediatamente delante de las puertas del palacio, mientras que al otro lado el Arco del Almirantazgo conduce a Trafalgar Square. La longitud de The Mall desde el inicio de Constitution Hill, junto al Victoria Memorial, hasta el Arco del Almirantazgo es de exactamente media milla náutica (926 metros). El St. James's Park está en el lado sur de The Mall, frente al Green Park y el Palacio de St. James, que se encuentran en el lado norte. Cerca del extremo este de The Mall se desvía Horse Guards Parade, donde se realiza la ceremonia Trooping the Colour.
La superficie de The Mall tiene un color rojo que pretende dar el efecto de una gigantesca alfombra roja que conduce al Palacio de Buckingham. Este color se consiguió usando un pigmento sintético de óxido de hierro en Deanshanger Oxide Works (Deanox), que se creó usando el proceso ideado por el químico Ernest Lovell. Fue decisión de David Eccles, como Ministro de Obras Públicas desde 1951 hasta 1954, hacer que la superficie de The Mall tuviera un color rojo.
En el Día de la Victoria en Europa (8 de mayo de 1945), el palacio fue el centro de las celebraciones británicas. El rey Jorge VI, la reina Isabel, la princesa Isabel (la futura reina Isabel II) y la princesa Margarita aparecieron en el balcón, delante de las ventanas del palacio todavía taponadas por la guerra, ante los vítores de una gran multitud que se había reunido en The Mall.
Durante las visitas oficiales, el monarca y el jefe de Estado visitante son escoltados a lo largo de The Mall y la calle se decora con banderas del Reino Unido y banderas del país del jefe de Estado visitante. Durante las celebraciones del jubileo de oro de la reina Isabel II en 2002, más de un millón de personas llenaron The Mall para ver los espectáculos públicos y la aparición de la familia real en el balcón del palacio. Estas escenas se repitieron en 2011 con ocasión de la boda de Guillermo de Gales y Catalina de Gales, y de nuevo en 2012 por el jubileo de diamante de la reina, y el concierto que se realizó con motivo de esta ocasión.
No está permitido que los autobuses programados usen The Mall excepto con permiso de la Corona. Esto solo ha pasado dos veces en la historia: en 1927 y en 1950.

## Eventos deportivos

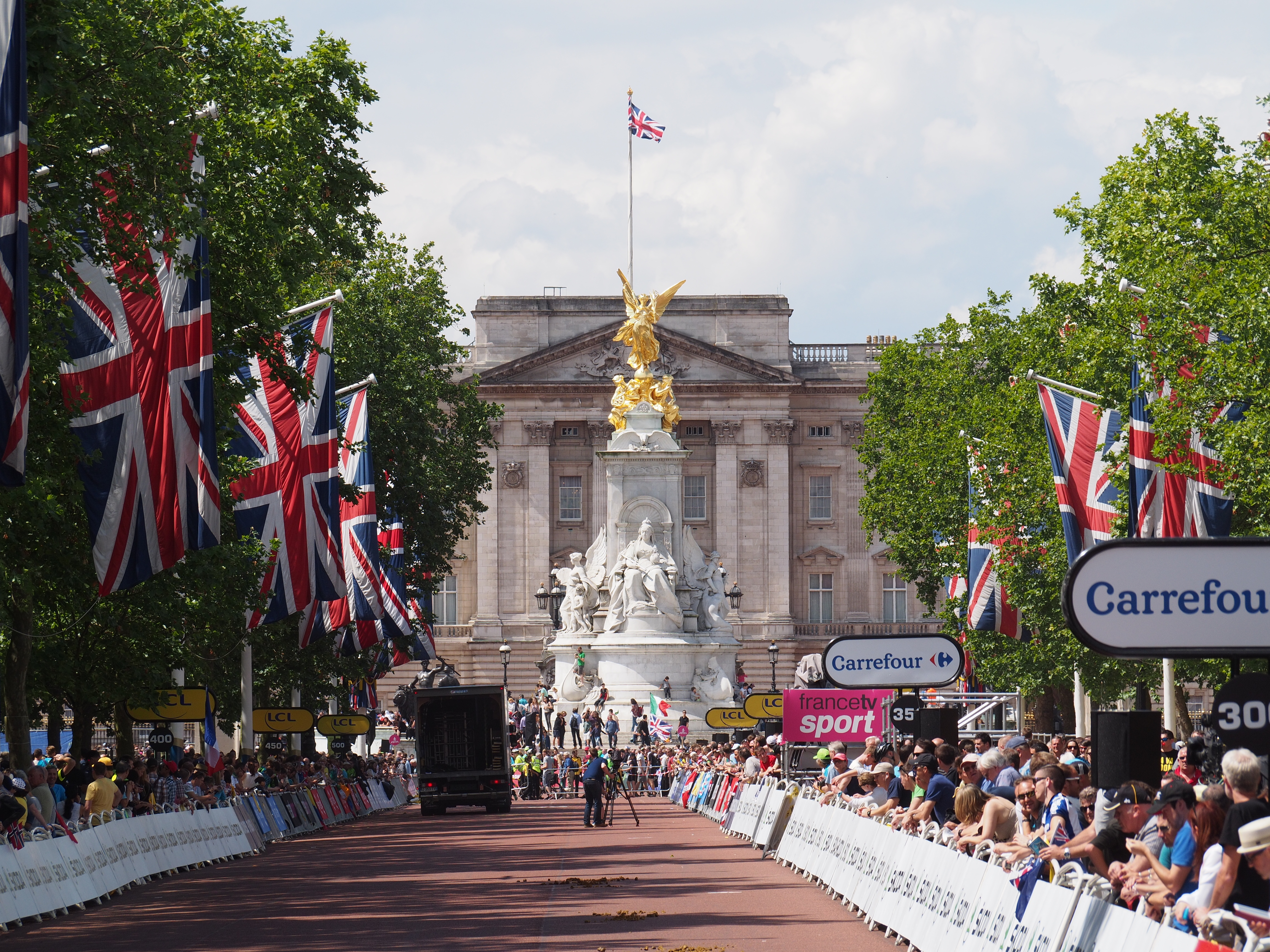
The Mall durante el Tour de Francia 2014.

La Maratón de Londres, que se celebra con carácter anual, tiene su línea de meta en The Mall. También fue la línea de salida y la línea de meta de la maratón, la carrera de ciclismo y las carreras de atletismo de los Juegos Olímpicos y Paralímpicos de 2012. La maratón femenina se disputó el 5 de agosto y la masculina el 12 de agosto. La carrera de 20 km marcha masculina se realizó el 4 de agosto, mientras que la carrera de 50 km marcha masculina y la de 20 km marcha femenina se celebraron el 11 de agosto. Las maratones paralímpicas se disputaron el 9 de septiembre. The Mall también se ha usado en repetidas ocasiones como línea de meta de competiciones de ciclismo, incluidas las carreras de las Olimpiadas de 2012, el Ride London Prudential Classic en 2013 y la tercera etapa del Tour de Francia 2014.
Los eventos de marcha atlética del Campeonato Mundial de Atletismo de 2017 tuvieron lugar en The Mall el 13 de agosto. Fue la primera vez que se realizaron los tres eventos en el mismo día, y por eso ha sido llamado el «festival de la marcha atlética» (en inglés: Festival of Race Walks). El 29 de mayo de 2019, se celebró en The Mall la ceremonia de apertura de la Copa Mundial de Críquet de 2019.